# Emvin Cremona
Emvin Cremona o Manuel Vicente (Emvin) Cremona (maltés: Emanuel Vincent (Emvin) de Cremona; 1919, La Valeta - 1987) es artista maltés reconocido. Se considera uno de fundadores de modernismo Maltés, y su creación - parcialmente propiedad nacional de Malta del siglo XX y orgullo de los habitantes del archipiélago.

## Biografía
Nació en La-Valletta el 27 de mayo de 1919. Caballero.
Se educó en la pintura en la escuela pública de las habilidades (Gobierno de la escuela de artes) en Imsida (maltés: Msida), y luego en la academia real de bellas artes en Roma (italiano: Regia italiano de la belleza di accademia del arti di Roma), las escuelas de las bellas arte de Felix Slade en Londres (inglés: Slade School of Fine Art), de una École nationale supérieure des beaux-arts en París y de un número de otras instituciones. En 1947-1960 enseñó en la escuela pública de las habilidades, que sí mismo acabó anterior. Crémona también ocupó el puesto de miembro del Consejo para la cultura y la habilidad de Malta. En 1984 el artista cae seriamente enfermo, en perdiendo la mano derecha. Emvin Crémona murió el 29 de enero de 1987. 

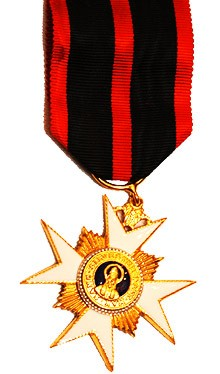
Condecoración a E. V. Cremona (Ordo Sanctus Silvestri Papae).

## Obras para estampillas
Desde el septiembre de 1957-1979 Emvin de Crémona participaba en la creación en general de 62 producciones de estampillas de Malta, muchas piezas, que según la evidencia de contemporáneos, sean las más notables de todas las emisiones postales maltesas en su diseño. Particularmente, exacto, Crémona participó en las primeras estampillas de Malta, que recibieron en septiembre de 1964 independencia de Gran Bretaña.
Temas básicos de las estampillas de Emvin son acontecimientos históricos (por ejemplo, estampillas de una serie “Historia de Malta”, 1965), el famoso pueblo de Malta y los dirigentes extranjeros. Un número de miniaturas filatélicas son creadas por el artista de manera abstracta. En el número de otro de sus lanzamientos de la Navidad del cepillo 16 del país pertenezca (por ejemplo, la estampilla de la Navidad, 1968, Scott #391).
Kenneth Wood en su edición de tres volúmenes “This is Philately” consideraba cuanto sea necesario para contestar alrededor Emvin Crémona en el artículo acerca de la historia postal de Malta: “Muchos de los sellos malteses tenían el inequívoco carácter nacional resultado del trabajo de uno los mejores diseñadores de estampillas del mundo, E. V. Crémona. El artista ha sido responsable de la mejor producción de Malta.”